# Tapihritsa
Tapihritsa; (tibet. ta pi hri tsa) * um 7. Jahrhundert in Tibet, teils historische Persönlichkeit, teils Dharmakaya-Buddha. Er wird im Bön nackt dargestellt als Personifikation der absoluten Wirklichkeit. Er gilt als einer der beiden Hauptmeister der Dzogchen-Linie des Zhang Zhung, eines untergegangenen Königreiches im heutigen Westtibet, das den Berg Kailash umgibt. Im Yungdrung-Bön, auch „Ewiger Bön“ genannt, der auf den tibetischen Lehrmeister Shenrab Miwoche zurückgeht, werden Tapihritsa und Drenpa Namkha als Meister der Yungdrung-Bön-Tradition verehrt. Die Lehren der Bön-Schule umfassen Schriften zu Philosophie, Heilkunde, Kosmologie und Metaphysik. Die philosophischen Überlieferungen aus dem Kreis um Tapihritsa stehen denen des Buddhismus nahe.

## Leben
Einige Punkte seines Lebens scheinen gesichert. Er wurde vom Meister Tsepung Dawa Gyaltsan (Tshe-spungs zla-ba rgyal-mtshan) unterrichtet, der ihm die Übertragungen mitteilte. Danach zog er sich in eine Höhle zurück nahe Tagthab (stag-thabs seng-ge'i brag). Dort praktizierte er neun Jahre. Nach dem Übergang ins Thodgal realisierte er den Regenbogenkörper. Nach Tenzin Namdak ist der Regenbogenkörper Tapihritsas der Beweis, dass Materie leere Form ist.